# Готешть
Готешть (Готешты, рум. Gotești) — село в Кантемирском районе Молдавии. Является административным центром коммуны Готешть, включающей также село Константинешть.

## География
Село расположено на высоте 32 метров над уровнем моря.

## Население
По данным переписи населения 2004 года, в селе Готешть проживает 4044 человека (2030 мужчин, 2014 женщины).
Этнический состав села:
| Национальность | Число жителей | Процентный состав |
| -------------- | ------------- | ----------------- |
| молдаване      | 3491          | 86.33             |
| болгары        | 219           | 5.42              |
| румыны         | 167           | 4.13              |
| украинцы       | 83            | 2.05              |
| русские        | 64            | 1.58              |
| гагаузы        | 9             | 0.22              |
| прочие         | 11            | 0.27              |
| Всего          | 4044          | 100%              |

## Известные уроженцы
- Брескану, Василе Кириллович (1940—2010) — советский кинорежиссёр и актёр.